# 上村一則
上村 一則（うえむら かずのり、1964年（昭和39年）9月 - ）は、日本の法学者。専攻は民法。学位は、法学修士。久留米大学教授。

## 略歴
福岡県出身。九州大学法学部卒業、九州大学大学院法学府修了。1997年（平成9年）久留米大学法学部教授。

## 著作
単著
共著